# SpaceLoops CMS
SpaceLoops CMS är ett innehållshanteringssystem för webben byggt helt i Java EE. Systemet är framtaget i samarbete med journalister och redaktioner i syfte att tillmötesgå en modern redaktions behov.[källa behövs]